# Force India VJM01
Force India VJM-01 je vůz formule 1 týmu Force India, který se účastnil mistrovství světa v roce 2008. Monopost by představen 7. února 2008 v Bombaji.

## Popis
Spyker F8-VII byl vozem formule 1 týmu Spyker, který se účastnil mistrovství světa v roce 2007. Pro mistrovství světa v roce 2008 Force India používala mírně upravenou verzi z F8-VII, která nazvala Force India VJM-01.

## Technická data
- Délka: 5 000 mm
- Šířka:
- Výška: 950 mm
- Váha: 605 kg (včetně pilota, vody a oleje)
- Rozchod kol vpředu:
- Rozchod kol vzadu:
- Rozvor: >3 000 mm
- Převodovka: Spyker L 7stupňová poloautomatická.
- Brzdy:
- Motor: Ferrari 056
  - V8 90°
  - Zdvihový objem:
  - Výkon: ?/19000 otáček
  - Vrtání:
  - Zdvih:
  - Ventily: 32
  - Mazivo: Shell
  - Palivo: Shell
  - Váha: >95 kg
  - Vstřikování Magneti Marelli
  - Palivový systém Magneti Marelli
- Pneumatiky: Bridgestone

## Výsledky v sezoně 2008
| Legenda k tabulce | Legenda k tabulce                                                                       |
| Barva             | Výsledek                                                                                |
| ----------------- | --------------------------------------------------------------------------------------- |
| Zlatá             | Vítěz                                                                                   |
| Stříbrná          | 2. místo                                                                                |
| Bronzová          | 3. místo                                                                                |
| Zelená            | Bodované umístění                                                                       |
| Modrá             | Nebodované umístění                                                                     |
| Modrá             | Dokončil neklasifikován (NC)                                                            |
| Fialová           | Odstoupil (Ret)                                                                         |
| Červená           | Nekvalifikoval se (DNQ)                                                                 |
| Červená           | Nepředkvalifikoval se (DNPQ)                                                            |
| Černá             | Diskvalifikován (DSQ)                                                                   |
| Bílá              | Nestartoval (DNS)                                                                       |
| Bílá              | Závod zrušen (C)                                                                        |
| Světle modrá      | Pouze trénoval (PO)                                                                     |
| Světle modrá      | Páteční testovací jezdec (TD)                                                           |
| Bez barvy         | Netrénoval (DNP)                                                                        |
| Bez barvy         | Vyřazen (EX)                                                                            |
| Bez barvy         | Nepřijel (DNA)                                                                          |
| Bez barvy         | Odvolal účast (WD)                                                                      |
| Bez barvy         | Nezúčastnil se (prázdné)                                                                |
| Označení          | Význam                                                                                  |
| Tučnost           | Pole position                                                                           |
| Kurzíva           | Nejrychlejší kolo                                                                       |
| †                 | Jezdec nedojel do cíle, ale byl klasifikován, protože odjel více než 90 % délky závodu. |
| ‡                 | Byl udělován poloviční počet bodů, protože bylo odjeto méně než 75 % délky závodu.      |
| Horní index       | Umístění bodujících jezdců ve sprintu                                                   |

| Rok  | Šasi        | Motor              | Pneu | Jezdci     | 1   | 2   | 3   | 4   | 5   | 6   | 7   | 8   | 9   | 10  | 11  | 12  | 13  | 14  | 15  | 16  | 17  | 18  | Body | Pořadí |
| ---- | ----------- | ------------------ | ---- | ---------- | --- | --- | --- | --- | --- | --- | --- | --- | --- | --- | --- | --- | --- | --- | --- | --- | --- | --- | ---- | ------ |
| 2008 | Force India | Ferrari 056 2.4 V8 | B    |            | AUS | MAL | BHR | ESP | TUR | MON | CAN | FRA | GBR | GER | HUN | EUR | BEL | ITA | SIN | JPN | CHN | BRA | 0    | 10.    |
| 2008 | Force India | Ferrari 056 2.4 V8 | B    | Fisichella | Ret | Ret | 19  | Ret | 16  | Ret | Ret | 19  | Ret | 15  | Ret | Ret | 13  | 19  | Ret | Ret | Ret | 16  | 0    | 10.    |
| 2008 | Force India | Ferrari 056 2.4 V8 | B    | Sutil      | Ret | 12  | 12  | 10  | Ret | Ret | Ret | 18  | Ret | 16  | 15  | 14  | 17  | Ret | 14  | Ret | 17  | 18  | 0    | 10.    |